# Six Demon Bag
Six Demon Bag è il secondo album in studio del gruppo rock sperimentale Man Man, noto principalmente per il loro suono carnevalesco e spettacoli dal vivo ben accolti. Ha ricevuto recensioni generalmente favorevoli e ha calcolato un punteggio di 79 su 100 su Metacritic basato su 17 recensioni.
L'album è stato inserito alla posizione 34 nella lista dei migliori album del 2006 da Obscure Sound e alla posizione numero 20 nella lista dei 50 migliori album del 2006 da Pitchfork.
Pitchfork ha anche elencato la canzone Van Helsing Boombox come la 350° miglior canzone degli anni 2000.
Un video musicale per Engwish Bwudd è stato diretto da Lindsay Kovnat ed è stato presentato al Nicktoons Network Animation Festival nel 2006.

## Tracce
1. Feathers – 2:08
2. Engwish Bwudd – 3:33
3. Banana Ghost – 2:54
4. Young Einstein on the Beach – 0:58
5. Skin Tension – 3:46
6. Black Mission Goggles – 4:59
7. Hot Bat – 1:26
8. Push the Eagle's Stomach – 3:39
9. Spider Cider – 3:05
10. Van Helsing Boombox – 3:44
11. Tunneling Through The Guy – 5:25
12. Fishstick Gumbo – 0:04
13. Ice Dogs – 4:45